# Baby Ariel
Baby Ariel (Ariel Rebecca Martin; n. 22 noiembrie 2000, Pembroke Pines⁠(d), Florida, SUA) este o actriță și cântăreață americană.

## Biografie
Martin s-a născut pe 22 noiembrie 2000 în Comitatul Broward, Florida, dintr-un tată panamez și mamă cubano-israeliană.

## Filmografie
- 2017 : Bizaardvark ... Tiffany
- 2018 : Chicken Girls ... Dru
- 2018 : Baby Doll Records ... Dru
- 2018 : Henry Pericol ... Patina
- 2019 : Bixler High Private Eye ... Kenzie Messina
- 2020 : Zombies 2 ... Wynter
- 2021 : Family Reunion ... Jinji Starr
- 2022 : Zombies 3 ... Wynter